# Angola i olympiska sommarspelen 1996
Angola deltog i de olympiska sommarspelen 1996 med en trupp bestående av 28 deltagare, men ingen av landets deltagare erövrade någon medalj.

## Basket
Herrar
Gruppspel
| Lag       | Vinster | Förluster | Poäng |
| --------- | ------- | --------- | ----- |
| USA       | 5       | 0         | 10    |
| Litauen   | 3       | 2         | 8     |
| Kroatien  | 3       | 2         | 8     |
| Kina      | 2       | 3         | 7     |
| Argentina | 2       | 3         | 7     |
| Angola    | 0       | 5         | 5     |

|           | Angola | Argentina | Kina   | Kroatien | Litauen | USA    |
| --------- | ------ | --------- | ------ | -------- | ------- | ------ |
| Angola    |        | 62-66     | 67-70  | 48-71    | 49-85   | 54-87  |
| Argentina | 66-62  |           | 77-87  | 75-90    | 65-61   | 68-96  |
| Kina      | 70-67  | 87-77     |        | 78-109   | 55-116  | 70-133 |
| Kroatien  | 71-48  | 90-75     | 109-78 |          | 81-83   | 71-102 |
| Litauen   | 85-49  | 61-65     | 116-55 | 83-81    |         | 82-104 |
| USA       | 87-54  | 96-68     | 133-70 | 102-71   | 104-82  |        |

## Friidrott
Herrar
| Idrottare     | Gren                  | Heat omgång 1 | Heat omgång 1 | Heat omgång 2 | Heat omgång 2 | Semifinal        | Semifinal        | Final            | Final            |
| Idrottare     | Gren                  | Tid           | Placering     | Tid           | Placering     | Tid              | Placering        | Tid              | Placering        |
| ------------- | --------------------- | ------------- | ------------- | ------------- | ------------- | ---------------- | ---------------- | ---------------- | ---------------- |
| João N'Tyamba | Herrarnas 1 500 meter | 3:46.41       | 44            | N/A           | N/A           | Gick inte vidare | Gick inte vidare | Gick inte vidare | Gick inte vidare |

Damer
| Idrottare        | Gren               | Heat omgång 1 | Heat omgång 1 | Heat omgång 2    | Heat omgång 2    | Semifinal        | Semifinal        | Final            | Final            |
| Idrottare        | Gren               | Tid           | Placering     | Tid              | Placering        | Tid              | Placering        | Tid              | Placering        |
| ---------------- | ------------------ | ------------- | ------------- | ---------------- | ---------------- | ---------------- | ---------------- | ---------------- | ---------------- |
| Guilhermina Cruz | Damernas 200 meter | 24.92         | 43            | Gick inte vidare | Gick inte vidare | Gick inte vidare | Gick inte vidare | Gick inte vidare | Gick inte vidare |
| Guilhermina Cruz | Damernas 400 meter | 55.42         | 45            | Gick inte vidare | Gick inte vidare | Gick inte vidare | Gick inte vidare | Gick inte vidare | Gick inte vidare |

## Handboll
Damer
Gruppspel
| Lag      | Pld | W | D | L | GF | GA | GD  | Poäng |
| -------- | --- | - | - | - | -- | -- | --- | ----- |
| Sydkorea | 3   | 3 | 0 | 0 | 83 | 60 | +23 | 6     |
| Norge    | 3   | 2 | 0 | 1 | 79 | 66 | +13 | 4     |
| Tyskland | 3   | 1 | 0 | 2 | 70 | 73 | −3  | 2     |
| Angola   | 3   | 0 | 0 | 3 | 49 | 82 | −33 | 0     |

| Resultat | Sydkorea | Norge | Tyskland | Angola |
| -------- | -------- | ----- | -------- | ------ |
| Sydkorea |          | 25–21 | 33–20    | 25–19  |
| Norge    | 21–25    |       | 28–23    | 30–18  |
| Tyskland | 20–33    | 23–28 |          | 27–12  |
| Angola   | 19–25    | 18–30 | 12–27    |        |